# Saburo Nakao
Saburo Nakao (jap. 中尾三郎 Nakao Saburo; ur. w 1936 w prefekturze Wakayama; zm. 29 kwietnia 2015) – japoński zapaśnik walczący w stylu wolnym. Olimpijczyk z Melbourne 1956, gdzie odpadł w eliminacjach w kategorii plus 87 kg.